# Texel
Texel [ˈtɛsəl] (anhörenⓘ) (westfriesisch Tessel) ist eine Nordseeinsel in der niederländischen Provinz Nordholland sowie der Name der auf ihr liegenden Gemeinde. Die Insel ist die westlichste bewohnte und größte Westfriesische Insel.
Sie ist ein beliebtes Tourismusziel; ihre vielfältige Landschaft beherbergt eine reichhaltige Tier- und Pflanzenwelt.

## Geographie

### Lage
Texel gehört zur Kette der westfriesischen Inseln, die sich entlang der friesischen und nordholländischen Küste zieht. Ihr nördlicher Nachbar ist Vlieland, südwestlich liegt nur noch die kleine unbewohnte Sandbank Noorderhaaks, von Texel durch das enge Seegatt Molengat getrennt. Im Gegensatz zu den übrigen Inseln, deren Längsachse eher in Ost-West-Richtung zeigt, ist Texel nord-südlich orientiert, sodass die Westküste an der offenen Nordsee, die Ostküste am Wattenmeer liegt. Auf dem Festland liegen ihr der Hafen von Den Helder auf der südlichen Seite des Marsdieps und der Abschlussdeich, der das IJsselmeer von der Nordsee trennt, gegenüber.
Texel gehört zwar geographisch zu den Westfriesischen Inseln, politisch aber nicht zur Provinz Friesland, sondern zu Noord Holland. Ebenso unterscheidet sich die Entstehung der Insel Texel von der der anderen Watteninseln. Sind Letztere das Produkt wandernder Dünen im Watt, so ist Texel ein verwittertes Überbleibsel aus eiszeitlichen Geestablagerungen, ein Stück Geschiebemergel in der See. Der Hoge Berg bei Oudeschild (15 Meter) ist ein Relikt aus der Entstehungsepoche und keine Düne.

### Landschaft

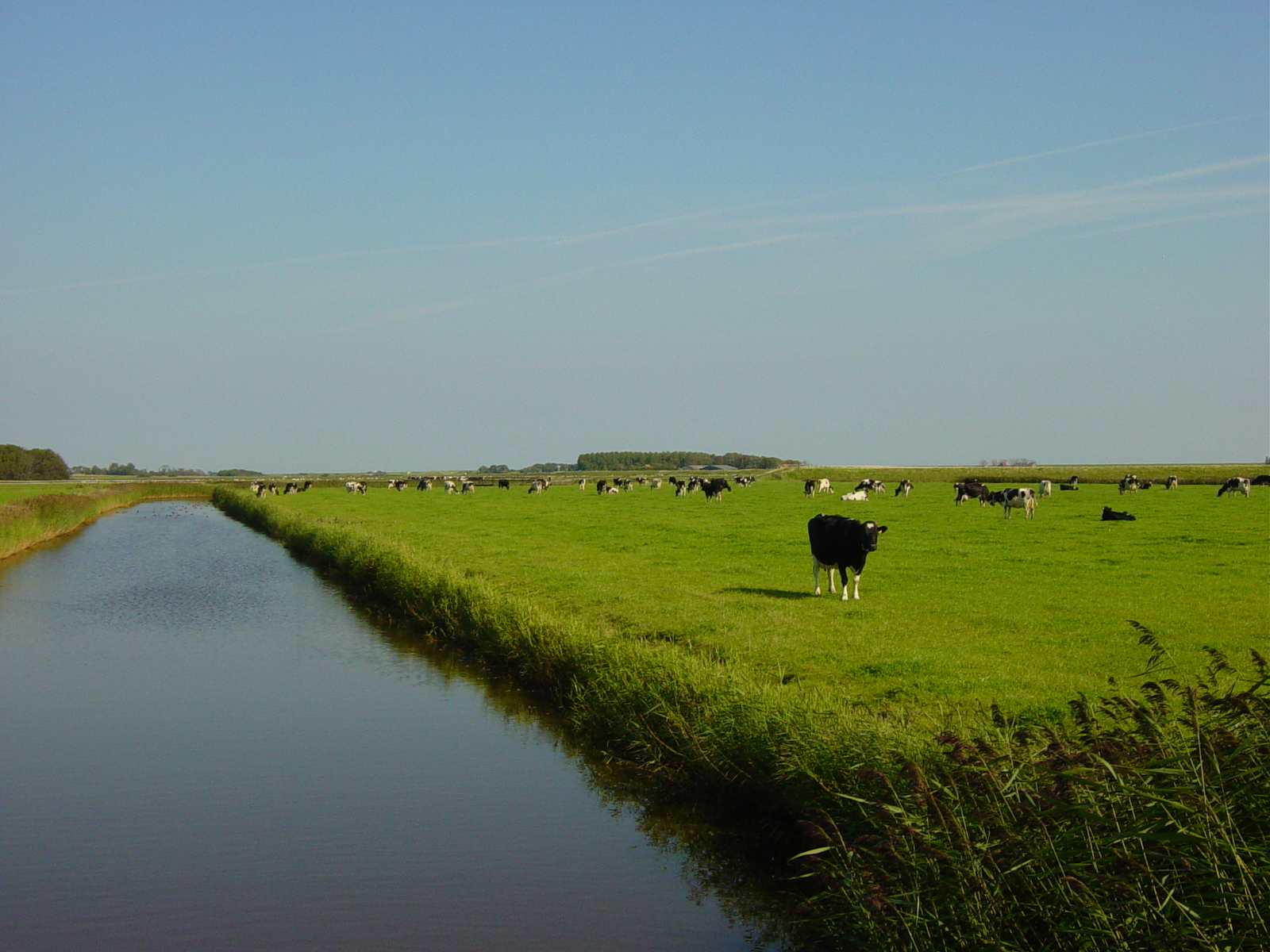
Landschaft im Binnenland

Die Insel ist 23,7 km lang und 9,6 km breit, ihre Fläche beträgt 169,82 Quadratkilometer. Der höchste Punkt der Insel ist nicht, wie man vermuten könnte, de Hoge Berg
(15 m über dem Meeresspiegel),
sondern die im Nationalpark Duinen van Texel gelegene Düne „Bertusnol“ (auch „Nol van Bertus“) mit 19,6 m.
Die Landschaft ist vielfältig („ganz Holland auf einer Insel“) und gliedert sich grob in drei Zonen:

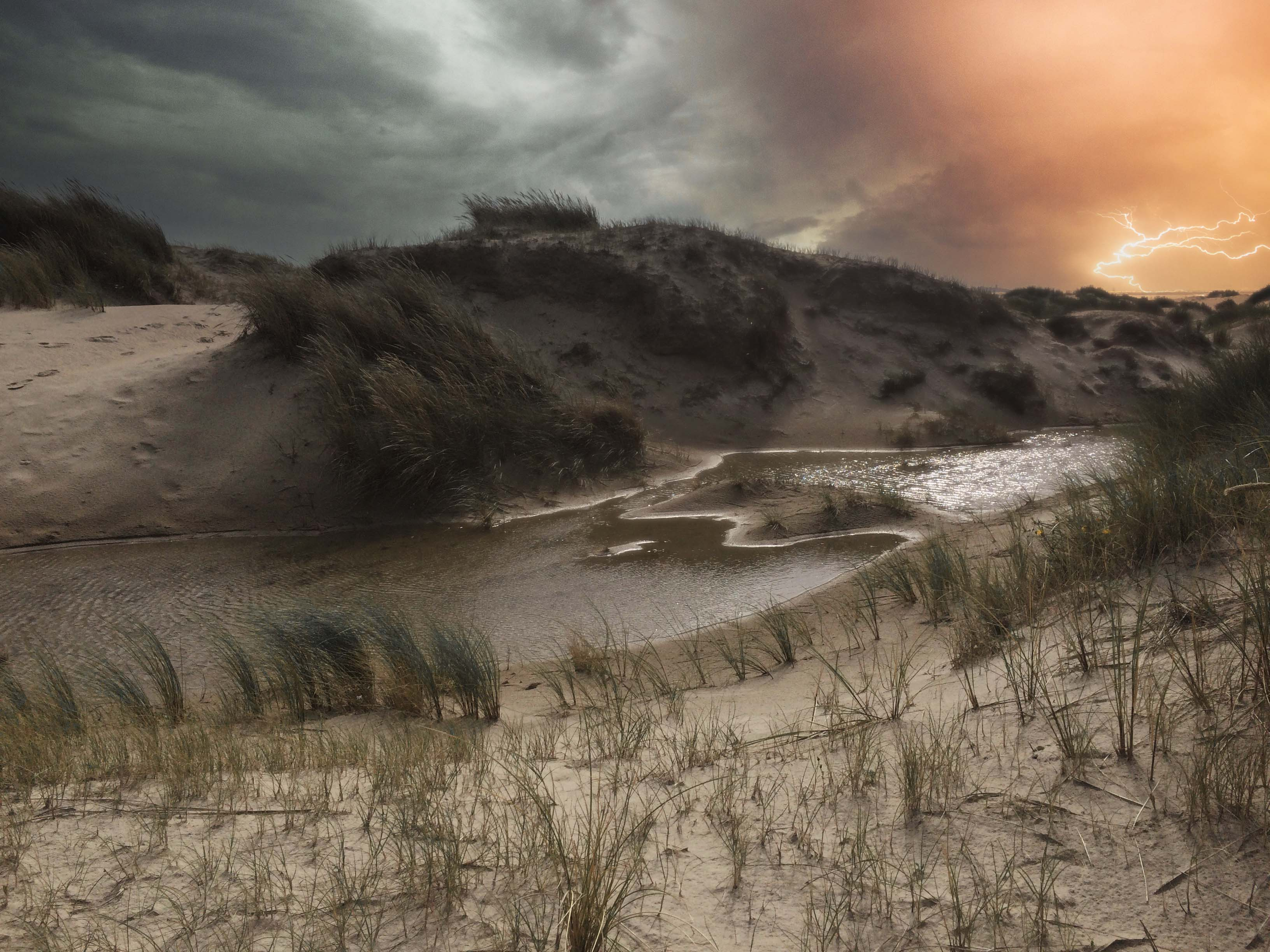
Naturschutzgebiet De Hors

Die Westküste ist geprägt vom direkten Kontakt zur offenen Nordsee. Von der Nord- bis zur Südspitze zieht sich ein ca. 30 km langer Sandstrand mit einem mehrkettigen Dünengürtel dahinter. Dieser ist im Norden recht breit, wenn auch stellenweise durchbrochen (De Muy und De Slufter, s. u.), in der Mitte deutlich schmaler und im Süden wieder sehr breit. Die jeweils seewärtigen Dünen sind dabei noch offene Weißdünen, die hinteren bewachsene Grau- und Braundünen, die teils in Heide- und südlich von De Koog in Waldlandschaften übergehen. An der Südspitze gibt es dann ein mehrere Kilometer breites Sand- und Dünengebiet, De Hors.
Dagegen hat die Ostküste nur Kontakt mit dem ruhigeren Wattenmeer und so keine besonders ausgeprägten natürlichen Strukturen; sie ist großenteils mit Deichen bebaut. Hier gibt es nur kleinere Sand- und Kiesstrände unterhalb der Deiche.
Zwischen den beiden Küsten liegt das Binnenland der Insel, das bis auf die Region um den Hoge Berg flach ist und großenteils aus Einpolderungen entstand. Es ist durch Nutzung für Felder und Weideflächen geprägt. In der Mitte der Insel befindet sich ein Feuchtgebiet, der Rommelpot.

### Besiedelung

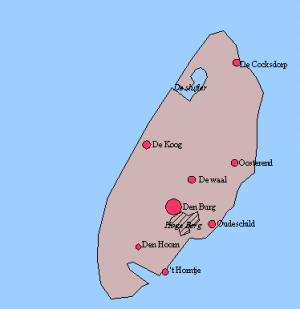
Karte der größeren Orte auf Texel

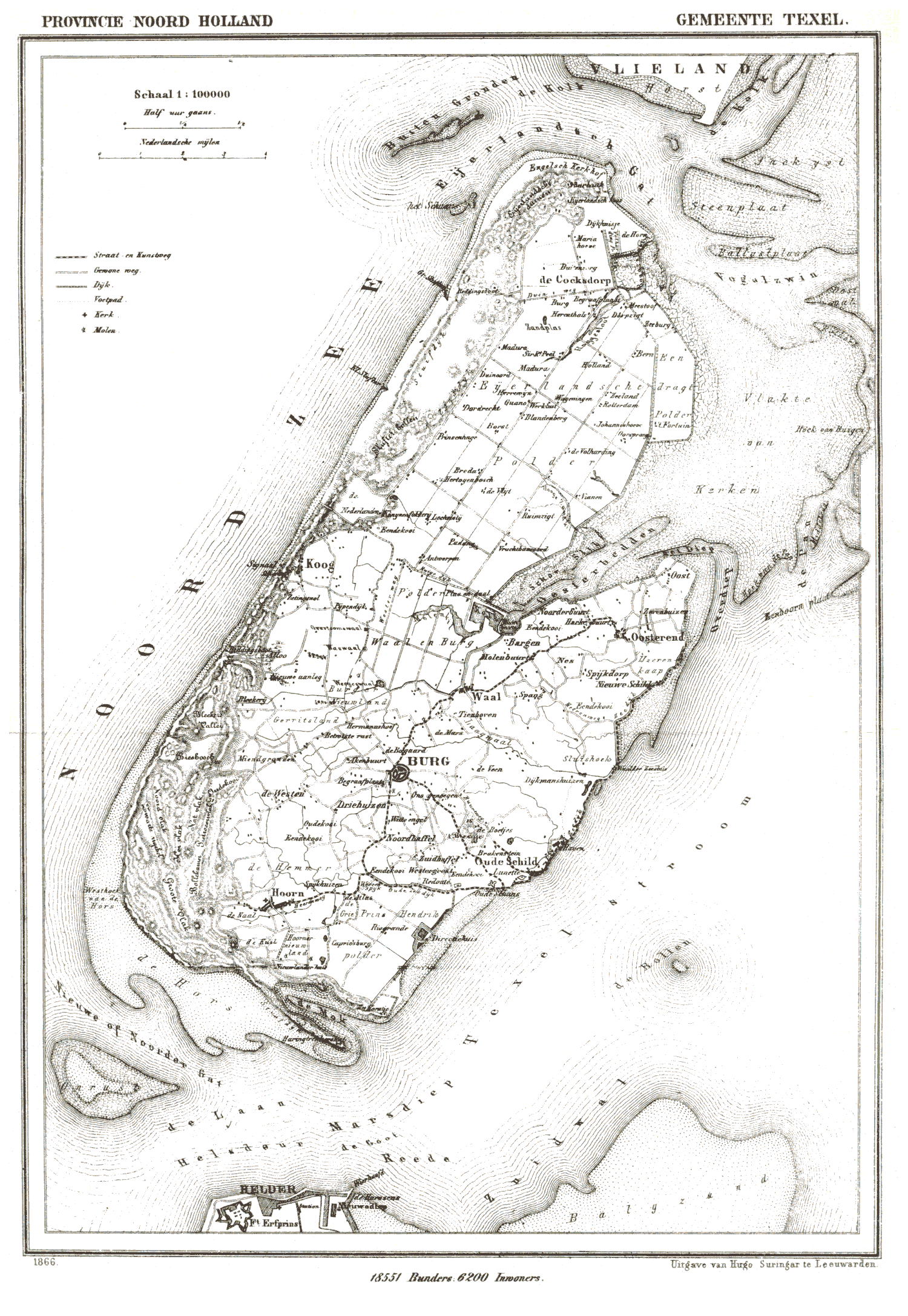
Karte von Texel, 1866

Auf Texel wohnen 13.657 Menschen (Stand 1. Januar 2021). Die Bevölkerungsdichte beträgt 84 Einwohner/km², bezogen auf die Landfläche. Da das Gemeindegebiet zum größeren Teil aus Wasserfläche besteht, beträgt die Bevölkerungsdichte bezogen auf die Gesamtfläche lediglich 29 Einwohner/km². Circa 7000 Einwohner leben im etwas südlich der Inselmitte gelegenen Den Burg, dem einzigen Ort mit wirklich städtischem Charakter, in dem sich auch die Inselverwaltung, andere behördliche Einrichtungen sowie viele Geschäfte befinden. Nordwestlich liegt am Dünenrand De Koog, das größte Tourismuszentrum der Insel. Oudeschild östlich von Den Burg ist durch Fischerei und ein wenig Industrie geprägt, De Cocksdorp an der Nordspitze der Insel ist ein kleinerer Küstenort. Weitere Dörfer sind Oosterend, Den Hoorn, De Waal, Zuid-Eierland, Midden-Eierland, ’t Horntje und Oost, dazu kommen viele verteilte Einzelhäuser und Höfe sowie in neuerer Zeit die Bungalowparks und andere Beherbergungsangebote für Touristen außerhalb der Ortschaften. Die Trinkwasserversorgung für die Bewohner und die Landwirtschaft erfolgt durch eine unter der Meerenge verlegte Rohrleitung von Den Helder her.

## Geschichte
Die Allerheiligenflut 1170 durchbrach die holländische Küste südlich der heutigen Insel Texel, trennte sowohl Texel als auch Wieringen vom Festland und erweiterte die von einer früheren Sturmflut herrührende Zuiderzee. Zwischen Texel und Wieringen riss die Flut so viel Moor aus dem „Moerwaard“, dem Sumpfmoor zwischen Wieringen und Texel, in die Nordsee, dass aus einem Moorfluss das Seegatt Marsdiep entstand und die beiden Inseln voneinander getrennt wurden.
Im 13. Jahrhundert bestand Texel nur aus Geschiebelehmaufschüttungen um den Hoge Berg. Diese Böden waren häufig von Prielen durchzogen, während niedriger gelegene Flächen regelmäßig überschwemmt wurden. Abgetrennt davon befand sich ursprünglich im Norden die kleine Insel Eierland. Im Jahr 1415 erhielt Texel Stadtrechte.
Bis zum 16. Jahrhundert wurden Eindeichungen auf der Insel vorgenommen. Die wichtigsten waren Waal und Burg, zwischen Den Burg, De Koog und De Waal, die zunächst im Jahr 1532 und dann erneut 1617 vorgenommen wurden.
Auf Anordnung der Generalstaaten erfolgte in den Jahren 1629/1630 die Anlage eines Deiches zwischen den Dünen bei De Koog und der Insel Eierland. Durch die Anpflanzung von Strandhafer wurde Flugsand festgehalten, und es entstanden neue Dünen und Priele. Dadurch wurde es möglich, an der Westseite neue Sanddünen anzulegen.
Im Englisch-Niederländischen Krieg (1672–1674) kam es 1673 zur Seeschlacht vor Texel, die die Niederländer gewannen. In der Seeschlacht von Texel im Pfälzischen Erbfolgekrieg siegte 1694 Frankreich.
1835 wurde Eierland eingepoldert, um 1850 muss sich dann entlang der heutigen Küstenlinie eine geschlossene Dünenreihe befunden haben. Im Jahre 1851 brach diese Dünenreihe während einer Sturmflut an drei Stellen, dadurch entstanden De Muy und De Slufter.
Im Ersten Weltkrieg gewannen die Briten im Jahre 1914 ein Seegefecht vor Texel gegen das Deutsche Reich. Im Zweiten Weltkrieg kam es zum Georgischen Aufstand auf Texel: Zwischen dem 4. April und dem 20. Mai 1945 – 15 Tage nach der Kapitulation der Deutschen in den Niederlanden – versuchten ursprünglich als Hilfstruppen angeworbene Georgier, die auf Texel stationiert waren, in einem Aufstand gegen die deutsche Besatzungsmacht die Kontrolle über die Insel zu erlangen. Dies misslang jedoch, weil sie die entscheidenden Artilleriestellungen nicht erobern konnten. In den Kämpfen starben 3000 Menschen, darunter 117 Zivilisten. Es waren die letzten Opfer des Zweiten Weltkrieges in Europa. 565 Georgier fanden auf dem Ehrenfriedhof auf dem Hoge Berg eine Ruhestätte. Jedem dieser Georgier wurde eine Rose gepflanzt.
Die meisten getöteten deutschen Soldaten wurden auf einem Teil des allgemeinen Friedhofs in Den Burg begraben. 1949 fanden sie ihre letzte Ruhestätte auf dem Soldatenfriedhof Ysselsteyn in Venray (Limburg).
In der zweiten Hälfte des 20. Jahrhunderts wurde Texel zunehmend durch den Tourismus geprägt.

## Natur

### Säugetiere
Seit der Allerheiligenflut 1170 ist Texel eine Insel, das erschwert die Besiedlung, daher ist heute die Säugetierfauna übersichtlich. Die mittelalterliche Säugetierfauna ist nur zum Teil rekonstruierbar. Heute gibt es vor allem kleine Nagetiere, wie fünf Mäusearten, Ratten sowie als Vertreter der Hasenartigen Wildkaninchen und Feldhasen. Letztere sind auch die größten Landsäugetiere, nimmt man die Nutztiere einmal aus. Raubtiere wie Hermelin und Frettchen kommen auf Texel vor, genauso wie Igel als Vertreter der Insektenfresser. Wie auf vielen Nordseeinseln sind verwilderte Hauskatzen ein Problem und eine Bedrohung vor allem der Avifauna. Fledermäuse kommen auf Texel auch vor, es wurden bislang 3 Arten nachgewiesen. Rotfuchs, Maulwurf und Eichhörnchen kommen offenbar nicht vor. Zu den Säugern, deren Hauptlebensraum die See ist, zählen der Seehund, die Kegelrobbe und der Schweinswal, die recht regelmäßig zu beobachten sind. Immer wieder werden Pottwale an den Stränden der Insel angeschwemmt.

### De Hoge Berg
Der Hoge Berg ist durch eiszeitliche Geschiebelehmaufschüttungen, über die sich mehrere Schichten Decksand ablagerten, vor ca. 130.000 Jahren entstanden. Sein höchster Punkt beträgt 15,3 m über NN. Seit 1968 steht das Gebiet um den Hoge Berg unter Landschaftsschutz. Die Wiesen um den Hoge Berg sind von der Staatsforstverwaltung an Landwirte verpachtet.
Das einzige Insektenschutzgebiet der Niederlande, De Zandkuil (Sandmulde), befindet sich auf dem Hoge Berg. Es ist eine alte Sand- und Lehmgrube. Begünstigt wird die Insektenvielfalt durch die sonnige Lage der Grube, in der der Sand sehr warm werden kann. Man findet seltene Grabwespen- und Bienenarten. Durch vorsichtiges Plaggen und Mähen unterhält die Staatsforstverwaltung das Insektenreservat.

### Dünen

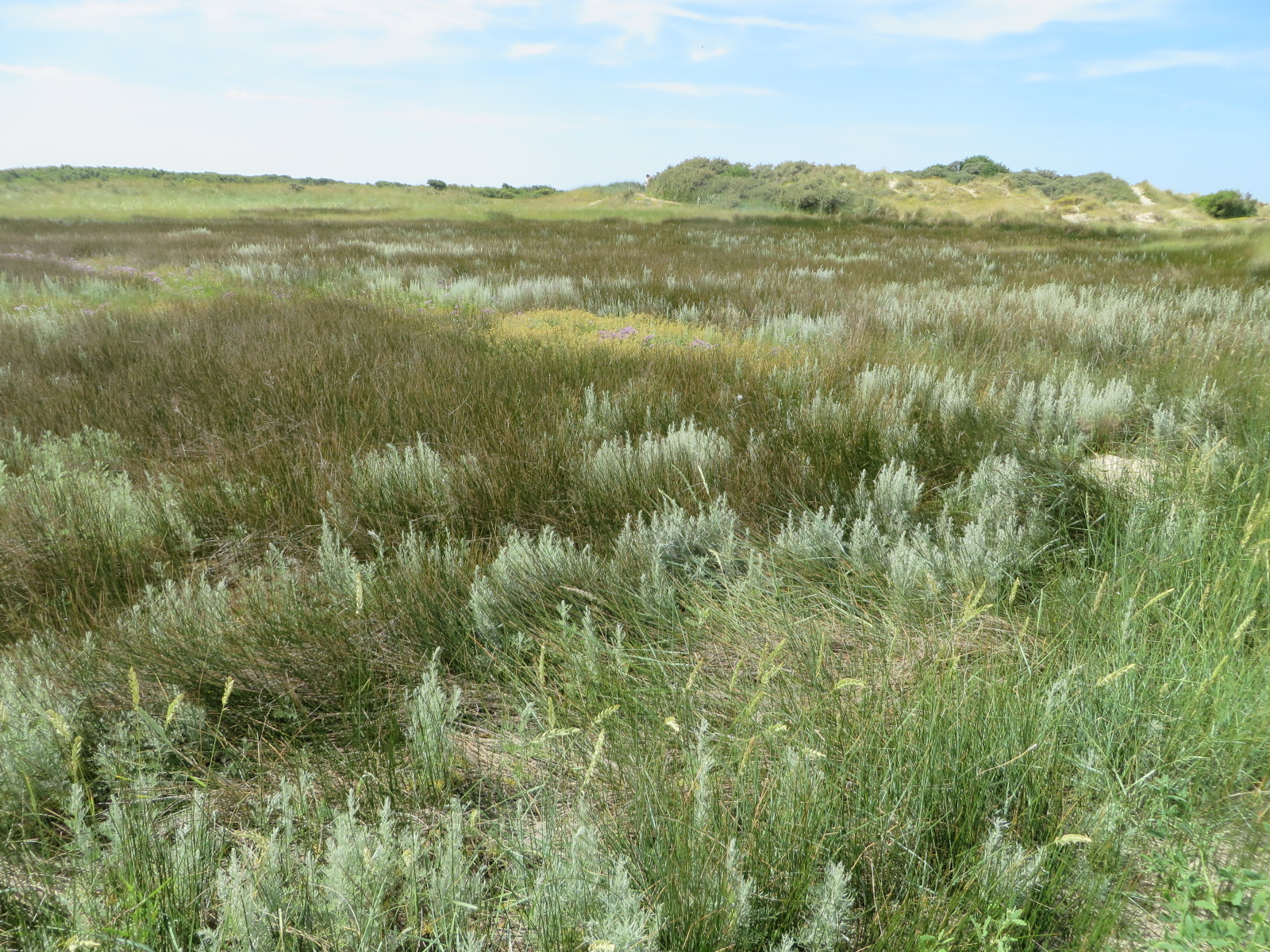
Dünenlandschaft an Nordseeküste auf Texel

Die Texeler Dünen sind in ihrer heutigen Form großenteils durch menschlichen Einfluss entstanden. Entlang der Eindeichungen sammeln sich durch den Wind aus Meeresrichtung Sandanhäufungen, auf denen sich dann Binsenquecke und Strand-Salzmiere niederlassen und ihnen Festigung geben. Sammelt sich anschließend Regenwasser, siedelt sich der Strandhafer an. Inzwischen gibt es hinter diesen jungen, seewärtigen Dünen einen je nach Küstenabschnitt unterschiedlich breiten älteren Dünengürtel, der stärker, bis hin zu Heide und Wäldern, bewachsen ist. Das Dünengebiet steht unter Naturschutz, es gibt aber viele Rad- und Wanderwege.
Weitere Dünenbildung findet man gegenwärtig auf Texel nur auf De Hors, bei De Slufter und in der Nähe des Leuchtturms. Um Dünenschwund zu verhindern, führt man andernorts künstlich Sand zu und baut Längsbuhnen.
Der Dünengürtel gehört seit 2002 zum Nationalpark Duinen van Texel.

### De Muy und De Slufter

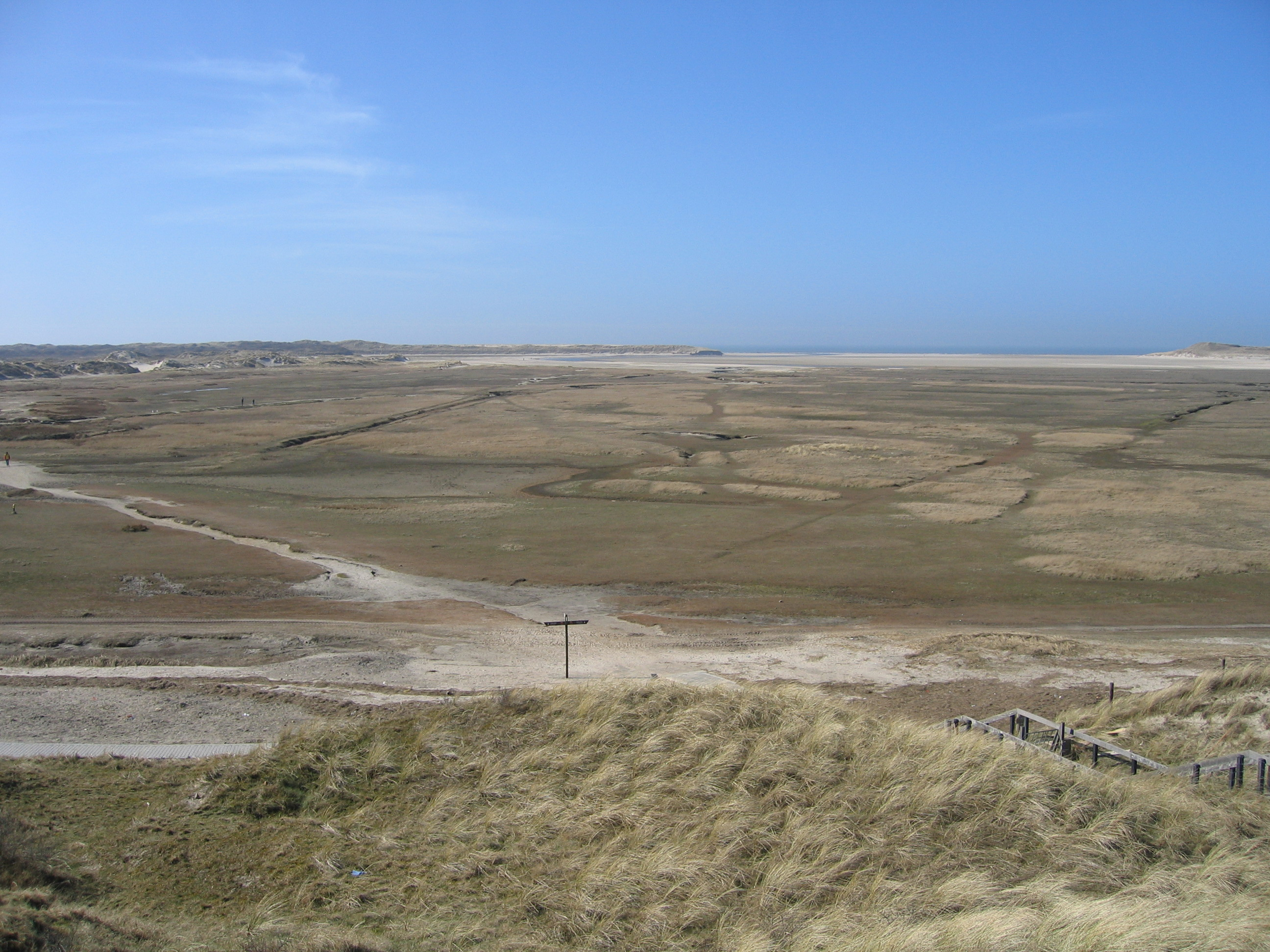
De Slufter

Nördlich von De Koog befinden sich die Naturreservate De Muy und De Slufter. Während eines schweren Sturmes 1851 brach die See durch die Dünenkette. Der südlichere Durchbruch, der Muy, konnte wieder abgedichtet werden und besteht somit heutzutage nur aus Feuchttälern zwischen den Dünenketten, die allerdings bereits ein wertvolles Naturgebiet bilden. Die Versuche, das Sluftergat (Durchbruch am Slufter) abzudichten, verliefen ergebnislos, sodass hier eine weite Ebene zwischen den Dünenketten zum Meer hin offen ist. Es gibt einen dauerhaft mit Wasser gefüllten zentralen Einbruch sowie viele Nebenpriele. Der Wasserstand ist stark gezeiten- und jahreszeitabhängig, teilweise stehen große Flächen unter Wasser.
Durch das eindringende Salzwasser wächst hier viel Strandflieder, der in den Monaten Juli und August für eine weitflächige violette Färbung des Gebietes verantwortlich ist, sowie die Strand-Grasnelke und der Queller.
Viele Vögel finden vor allem in den Zugzeiten ihre Ruhe (Pfeif- und Spießenten, Stelzläufer und Regenpfeiferarten, Drosselarten, Mönchsgrasmücken und viele mehr) oder brüten (Löffler, Kiebitz, Uferschnepfe).

## Sehenswürdigkeiten

### Schafscheunen

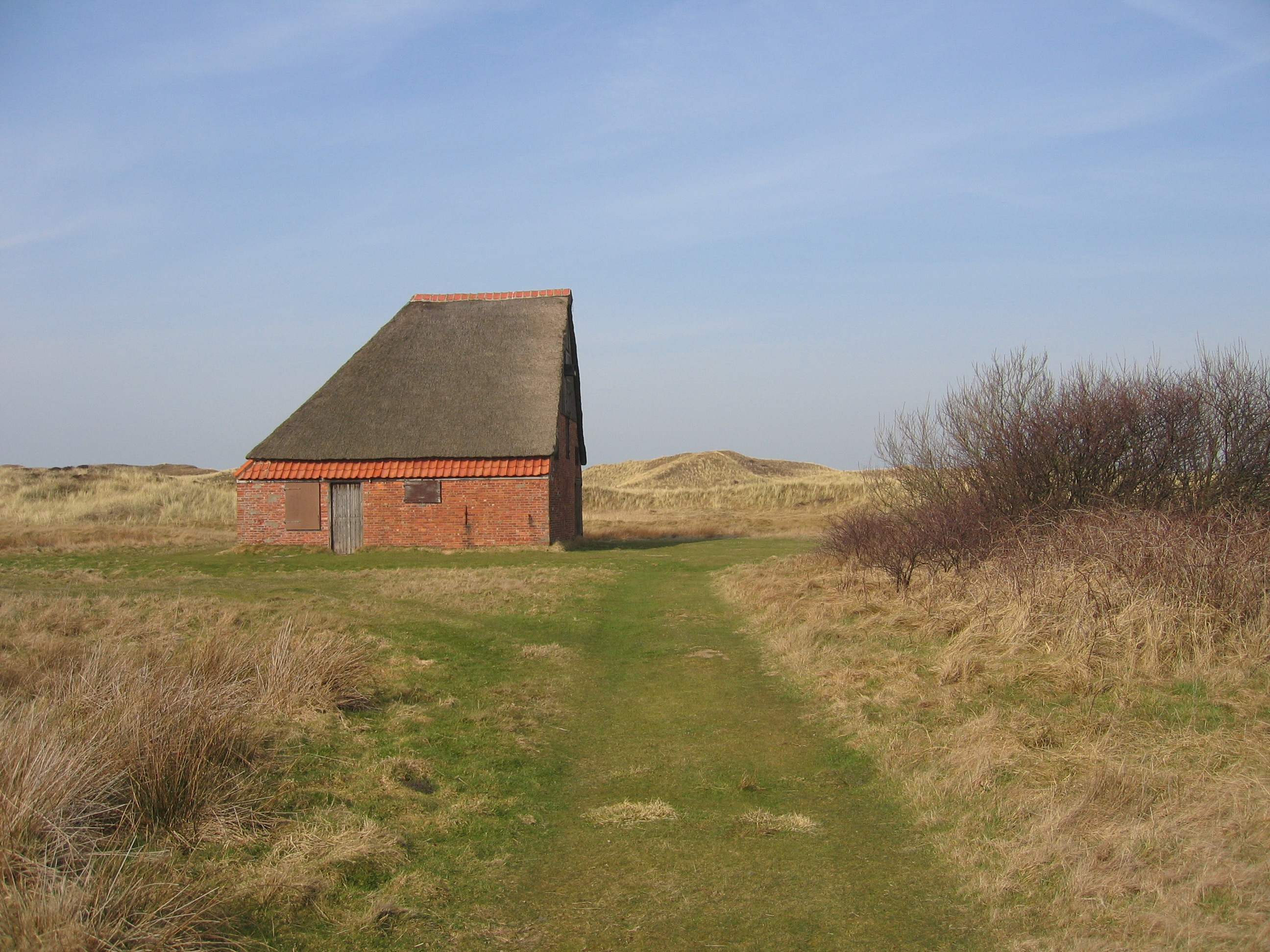
Typische Schafscheune

Selbst bei sehr kaltem Wetter bleibt das Texeler Schaf im Freien. Die Tiere finden bei rauem Wetter Schutz im Windschatten der Schafscheunen, die mit ihrem Eingang nach Nordosten – entgegen der Hauptwindrichtung – stehen. Einige Schafscheunen stehen unter Denkmalschutz, andere sind den Landwirten im Weg und verwahrlosen.

### Gulfhäuser
Viele Häuser auf Texel ähneln aufgrund der Form ihres Daches Pyramiden. Das nach allen Seiten schräg ablaufende Dach verhindert, dass der permanent wehende Wind zu großen Druck ausübt. Im Gegensatz zu früher ist der Wohnbereich als Anbau von der Unterkunft des Viehs abgetrennt.

### „Ecomare“

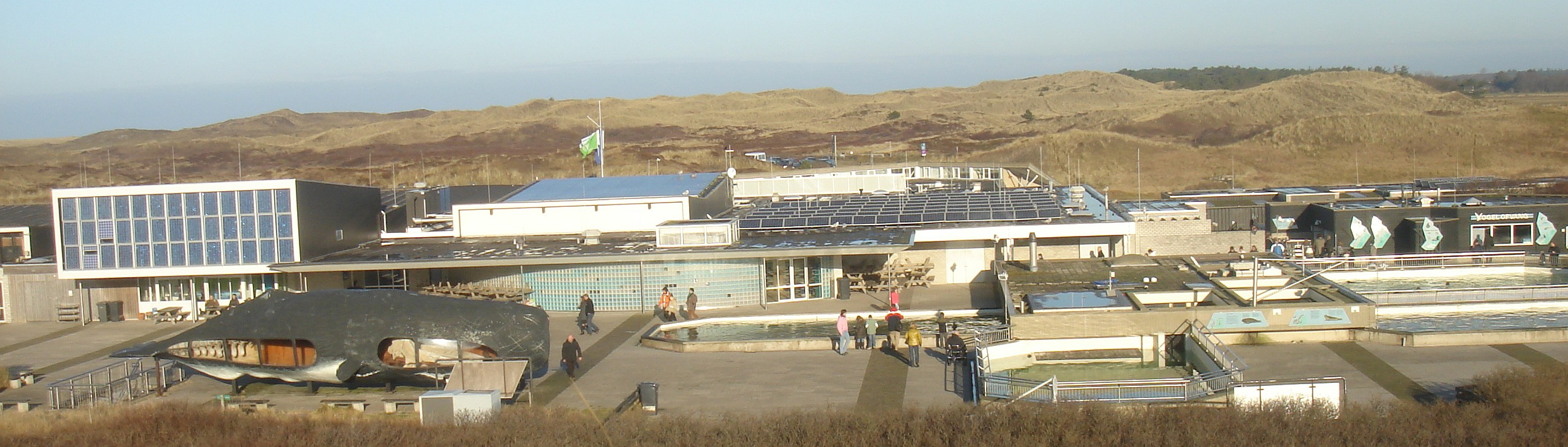
Museum und Aquarium Ecomare

Das Ecomare ist ein Museum, das sich mit dem Leben auf einer Insel und dem Meer befasst. Es beherbergt eine Vogel- und Seehundauffangstation. Ölverschmierte Vögel und von den Müttern zurückgelassene junge Seehunde (Heuler) und andere schwache Seehunde werden hier aufgenommen. Etwa 25 Seehunde werden jährlich aufgenommen und wieder freigelassen. Eine feste Gruppe von 20 Seehunden, die sich nicht mehr an das freie Leben gewöhnen konnten, lebt hier.
Im „Wassersaal“ sieht man in meist offenen Aquarien Nordseebewohner, unter anderem kann man dort auch kleine Hundshaie anfassen und die Seehunde unter Wasser betrachten.
In der Ausstellung „Leben auf einer Insel“ kann man die Ausbreitung von Texel von der letzten Eiszeit bis heute und in die Zukunft projiziert verfolgen und die sich langsam ändernden Beziehungen zwischen Mensch und Insel nachvollziehen. Knochen von Säugetieren aus der Eiszeit, Informationen zur Arbeit der ersten Naturschützer von Texel (Jac. P. Thijsse) und Vögel der Insel sind zu besichtigen.
„Sicht auf See“ befasst sich mit Schifffahrt, Deichbau, Ölförderung und Fischerei an und auf der Nordsee.

### „Kaap Skil“

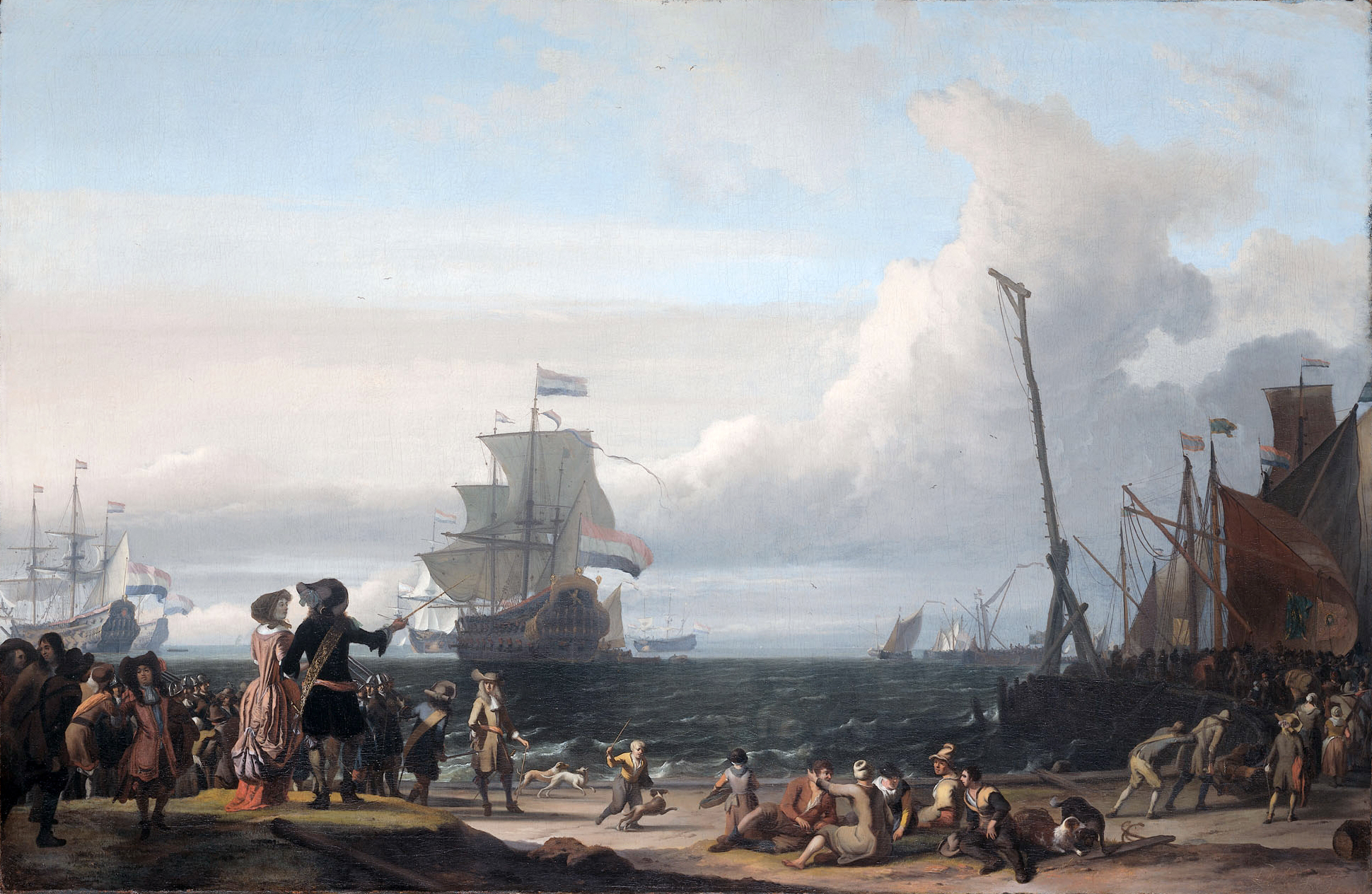
Ludolf Backhuysen: Schiffe an der Reede von Texel, 1671

Das zweite größere Museum der Insel ist das Kaap Skil, ein Meeres- und Strandräuber-Museum in Oudeschild. Es informiert über die Geschichte Texels in Bezug auf das Meer, unter anderem die Zeit der Reede für Hochseeschiffe in Oudeschild und die Strandräuberei. Zum Museum gehört auch eine Windmühle.

### „Schipbreuk- en Juttersmuseum Flora“
Das Museum in der Nähe von De Koog zeigt eine große Sammlung von Strandgut. Ein weiterer Schwerpunkt ist das Lotsen- und Rettungswesen sowie die Dokumentation von Schiffbruchfällen vor der Insel. Auf dem Außengelände befinden sich Rettungsboote, gestrandete Schiffe und weitere nautische Gegenstände.

### Replik eines Moai

Replik eines Moai in Zuid-Eierland

In Zuid-Eierland befindet sich eine Replik eines Moai.

### Leuchtturm Eierland
An der nördlichen Spitze der Insel befindet sich der begehbare Leuchtturm Eierland.

## Wirtschaft und Infrastruktur

### Verkehr
Texel darf, im Gegensatz zu manchen anderen friesischen Inseln, mit Kraftfahrzeugen befahren werden. Es gibt ein alle wichtigen Orte verbindendes Hauptstraßennetz sowie viele kleinere Straßen bis hinunter zu befahrbaren Feldwegen.
Das Verkehrsunternehmen Connexxion betreibt auf Texel die Buslinie 28, die stündlich mit Anschluss an die Fähre den Fährhafen mit Den Burg und De Koog verbindet. Alle weiteren Orte können mit Hilfe des Texelhoppers erreicht werden, ein Taxibussystem, das online, per App oder telefonisch bestellt werden kann und jeden Tag von 5:30 bis 22:00 Uhr in Betrieb ist.
Mindestens genauso gut ausgebaut wie die Kfz-Straßen ist das Netz von Fahrradwegen, auf denen man zusätzlich auch in viele Bereiche des Dünengebietes gelangt.
Vom Festland besteht von 6:00 bis 21:30 Uhr eine stündliche, während der Hauptverkehrszeiten halbstündliche Autofährverbindung über das Marsdiep nach Den Helder (Fahrzeit ca. 20 Minuten) mit den Fähren der TESO (Texels Eigen Stoomboot Onderneming). Von De Cocksdorp gelangt man in den Sommermonaten mit einer Personenfähre nach Vlieland.
Bei Zuid-Eierland liegt der kleine Flugplatz Texel.

### Wirtschaft
Tourismus prägt heutzutage die Wirtschaft der Insel. Daneben wird viel Landwirtschaft, insbesondere Schafzucht, sowie eine kleine wollverarbeitende Industrie betrieben. Der Fischfang ist nachrangig. Es gibt viele auf der Insel hergestellte kulinarische Spezialitäten. Die Insel hat eine eigene Brauerei, deren Bier unter dem Namen Texels angeboten wird.

### Forschung
Texel ist der Hauptstandort des 1876 gegründeten Niederländischen Instituts für Meeresforschung (Koninklijk Nederlands Instituut voor Zeeonderzoek – NIOZ).

### Sport
Die jährlich stattfindende Ronde om Texel ist die größte Katamaran-Regatta der Welt.

### Kabelfernsehen
Die Orte und Dörfer der Insel Texel sind an ein Kabelnetz des Kabelnetzbetreibers Kabeltex angeschlossen und die Haushalte werden mit Kabelfernsehen, Internet und Telefon versorgt.

### Presse
Auf Texel gibt es eine eigene Zeitung, die zweimal wöchentlich erscheint, den Texelse Courant. Die Zeitung erscheint seit 1887 und ist in den Niederlanden eine der wenigen noch unabhängigen regionalen Zeitungen.

## Politik

### Sitzverteilung im Gemeinderat
Der Gemeinderat von Texel formiert sich seit 1982 wie folgt:
| Partei                    | Sitze | Sitze | Sitze | Sitze | Sitze | Sitze | Sitze | Sitze | Sitze | Sitze | Sitze |
| Partei                    | 1982  | 1986  | 1990  | 1994  | 1998  | 2002  | 2006  | 2010  | 2014  | 2018  | 2022  |
| ------------------------- | ----- | ----- | ----- | ----- | ----- | ----- | ----- | ----- | ----- | ----- | ----- |
| Texels Belang             | 4     | 4     | 4     | 6     | 4     | 4     | 4     | 2     | 3     | 4     | 3     |
| PvdA                      | –     | 4     | 3     | 2     | 2     | 2     | 2     | 3     | 3     | 2     | 3     |
| GroenLinks                | –     | –     | 2     | 2     | 3     | 2     | 2     | 1     | 1     | 2     | 3     |
| VVD                       | 3     | 2     | 2     | 1     | 2     | 3     | 3     | 2     | 3     | 3     | 2     |
| CDA                       | 4     | 4     | 4     | 3     | 3     | 3     | 3     | 2     | 1     | 2     | 2     |
| Lijst Kooiman             | –     | –     | –     | –     | –     | –     | –     | –     | –     | –     | 1     |
| D66                       | 0     | 0     | –     | 1     | 1     | 1     | 1     | 2     | 1     | 1     | 1     |
| Texel 2010                | –     | –     | –     | –     | –     | –     | –     | 3     | 2     | 1     | –     |
| Eiland Belang             | –     | –     | –     | –     | –     | –     | –     | –     | –     | 0     | –     |
| Alternatief               | –     | –     | –     | –     | –     | –     | –     | –     | –     | 0     | –     |
| Lijst de Groot-Kooi       | –     | –     | –     | –     | –     | –     | –     | –     | 1     | –     | –     |
| Bezem                     | –     | –     | –     | –     | –     | –     | 0     | –     | –     | –     | –     |
| Lijst Van Asselt          | –     | –     | –     | 0     | –     | –     | –     | –     | –     | –     | –     |
| De Groenen                | –     | –     | 0     | –     | –     | –     | –     | –     | –     | –     | –     |
| PSP                       | 1     | 1     | –     | –     | –     | –     | –     | –     | –     | –     | –     |
| Progressief Akkoord Texel | 3     | –     | –     | –     | –     | –     | –     | –     | –     | –     | –     |
| Gesamt                    | 15    | 15    | 15    | 15    | 15    | 15    | 15    | 15    | 15    | 15    | 15    |

### Bürgermeister
Seit dem 20. Dezember 2023 ist Mark Pol (VVD) amtierender Bürgermeister der Gemeinde. Zu seinem Kollegium zählen die Beigeordneten Edo Kooiman (Texels Belang), Hennie Huisman-Peelen (VVD), Sander van Knippenberg (GroenLinks) sowie der Gemeindesekretär Theo van Waes.

## Persönlichkeiten
- Jac. P. Thijsse (1865–1945), Lehrer auf Texel und Pionier des Naturschutzes in den Niederlanden
- Willem Hendrik Keesom (1876–1956), Physiker
- Inge Lievaart (1917–2012), Dichterin
- Cornelis de Jager (1921–2021), Astronom
- Jan Wolkers (1925–2007), Schriftsteller und bildender Künstler
- Imme Dros (* 1936), Jugendbuchautorin
- Rene Daalder (1944–2019), Filmregisseur und Drehbuchautor
- Jan Knippenberg (1948–1995), Ultramarathonläufer und Historiker
- Monica Maas (* 1953), Kinderbuch-Illustratorin
- Ingrid van Lubek (* 1971), Triathletin
- Sieme Zijm (* 1978), Fußballspieler
- Alice Blom (* 1980), Volleyballspielerin
- Dorian van Rijsselberghe (* 1988), Windsurfer

## Texel in Literatur und Film
- Gabriele Wohmann drehte in ihrer Funktion als Stadtschreiberin in Mainz 1985 das Filmtagebuch Unterwegs für das ZDF, das auch Aufenthalte auf Texel wiedergibt. Die Buchfassung unter gleichem Titel erschien 1986 im dtv-Verlag, ISBN 978-3-423-61672-0.
- Volker Dittrichs Roman Operation Texel spielt größtenteils auf der Insel und nimmt Bezug auf den georgischen Aufstand auf Texel (Dittrich-Verlag 1996, ISBN 3-920862-00-7. Erstausgabe 1990 unter dem Titel Lola Langeland – Mir ist so nach Schreien).[12]
- Die Novelle Zomerhitte Verlag De Bezige Bij, 2005, ISBN 978-90-234-2685-1 des niederländischen Schriftstellers Jan Wolkers spielt auf Texel. (Ursprünglich veröffentlicht als Gratisgabe des niederländischen Buchhandels im Rahmen der Boekenweek). Der Stoff wurde unter gleichem Titel 2008 verfilmt (dt. Titel: Verführerisches Spiel), Drehbuch: Edwin de Vries, Regie: Monique van de Ven; die Dreharbeiten fanden auf Texel statt.
- Der niederländisch-belgisch-georgische Film De vliegenierster van Kazbek (engl. Titel The Aviatrix of Kazbek) von 2010, (Drehbuch: Arthur Japin, Ineke Smits, Regie: Ineke Smits) spielt auf Texel in der Zeit um den georgischen Aufstand. Die Aufnahmen (vor allem Außen- und Landschaftsaufnahmen) entstanden teilweise auf Texel.
- Es gibt einige dokumentarische Literatur bzw. Dokumentarfilme über den georgischen Aufstand auf Texel, s. dort.
- Gabriele Wohmann, Fotos: Walter Mayr: Texel: Spielzeugtage. In: Geo-Magazin. Hamburg 1979,10, S. 110–126. Informativer Erlebnisbericht. Sie fand eine „Abart von Paradies“.